# Centre de formation aux recherches ethnologiques
Le Centre de formation aux recherches ethnologiques est un organisme de recherches français créé en 1946 par André Leroi-Gourhan. Installé au Musée de l'Homme, il est rattaché au CNRS en 1948, puis à l'Institut d'ethnologie en 1965, qui est lui-même dissous en 1973. Ouverts aux titulaires d'une licence et d'un certificat d'ethnologie, il forme ses étudiants à la pratique et aux méthodes d'observation ethnographiques, en France métropolitaine et dans les colonies.  La fin de l'enseignement se conclut par un stage de huit semaines dans un village français pour une enquête de terrain d'une huitaine de jours.